# Campeonato Asiático de Atletismo de 2011 - Decatlo masculino
A prova do Decatlo do Campeonato Asiático de Atletismo de 2011 foi disputada entre os dias  7 e 8 de julho de 2011 no Kobe Universiade Memorial Stadium em Kobe,  no Japão. 

## Recordes
Antes desta competição, os recordes mundiais e do campeonato nesta prova eram os seguintes:
|                       | Nome            | Nacionalidade | Pontos | Local  | Data                 |
| --------------------- | --------------- | ------------- | ------ | ------ | -------------------- |
| Recorde mundial       | Roman Šebrle    | Chéquia       | 9.026  | Götzis | 27 de maio de 2001   |
| Recorde do campeonato | Vitaliy Smirnov | Uzbequistão   | 8.021  | Manila | 2003                 |
| Recorde asiático      | Dmitriy Karpov  | Cazaquistão   | 8.725  | Atenas | 24 de agosto de 2004 |

## Medalhistas
| Ouro                 | Prata                  | Bronze                   |
| Hadi Sepehrzad (IRI) | Akihiko Nakamura (JPN) | Bharat Inder Singh (IND) |

## Cronograma
Todos os horários são locais (UTC+9).
| Data       | Hora  | Evento                   |
| ---------- | ----- | ------------------------ |
| 7 de julho | 10:00 | 100 metros               |
| 7 de julho | 11:00 | Salto em distância       |
| 7 de julho | 14:30 | Arremesso de peso        |
| 7 de julho | 16:00 | Salto em altura          |
| 7 de julho | 18:00 | 400 metros               |
| 8 de julho | 10:00 | 110 metros com barreiras |
| 8 de julho | 11:00 | Lançamento de disco      |
| 8 de julho | 15:00 | Salto com vara           |
| 8 de julho | 18:00 | Lançamento de dardo      |
| 8 de julho | 19:10 | 1500 metros              |

## Resultados

### 100 metros
A prova foi realizada dia 7 de julho  às 10:00. 
| Posição | Raia | Atleta             | Nacionalidade  | Tempo | Pontos | Notas |
| ------- | ---- | ------------------ | -------------- | ----- | ------ | ----- |
| 1       | 7    | Mohammed Al-Quraya | Arábia Saudita | 10.68 | 933    |       |
| 2       | 4    | Bharat Inder Singh | Índia          | 10.93 | 876    |       |
| 3       | 8    | Akihiko Nakamura   | Japão          | 10.95 | 872    |       |
| 4       | 6    | Vũ Văn Huyện       | Vietname       | 11.14 | 830    |       |
| 5       | 2    | Hadi Sepehrzad     | Irão           | 11.24 | 808    |       |
| 6       | 3    | Abdoljalil Tomaj   | Irão           | 11.26 | 804    |       |
| 7       | 9    | Hiromasa Tanaka    | Japão          | 11.31 | 793    |       |
| 8       | 5    | Rifat Artikov      | Uzbequistão    | 11.35 | 784    |       |

### Salto em distância
A prova foi realizada dia 7 de julho  às 11:00. 
| Posição | Atleta             | Nacionalidade  | #1   | #2   | #3   | Resultados | Pontos | Notas | Pts total |
| ------- | ------------------ | -------------- | ---- | ---- | ---- | ---------- | ------ | ----- | --------- |
| 1       | Vũ Văn Huyện       | Vietname       | 7.03 | 7.28 | 7.05 | 7.28       | 881    |       | 1711      |
| 2       | Akihiko Nakamura   | Japão          | 7.27 | 7.12 | 7.11 | 7.27       | 878    |       | 1750      |
| 3       | Mohammed Al-Quraya | Arábia Saudita | 7.17 | x    | 7.08 | 7.17       | 854    |       | 1787      |
| 4       | Abdoljalil Tomaj   | Irão           | 6.77 | 7.06 | x    | 7.06       | 828    |       | 1632      |
| 5       | Bharat Inder Singh | Índia          | 6.91 | 6.95 | 6.90 | 6.95       | 802    |       | 1678      |
| 6       | Hiromasa Tanaka    | Japão          | 6.55 | 6.65 | x    | 6.65       | 732    |       | 1525      |
| 7       | Hadi Sepehrzad     | Irão           | 6.56 | x    | 6.35 | 6.56       | 711    |       | 1519      |
| 8       | Rifat Artikov      | Uzbequistão    | 6.46 | 5.98 | 6.41 | 6.46       | 688    |       | 1472      |

### Arremesso de peso
A prova foi realizada dia 7 de julho  às 14:30. 
| Posição | Atleta             | Nacionalidade  | #1    | #2    | #3    | Resultados | Pontos | Notas | Pts total |
| ------- | ------------------ | -------------- | ----- | ----- | ----- | ---------- | ------ | ----- | --------- |
| 1       | Hadi Sepehrzad     | Irão           | 15.56 | 16.37 | x     | 16.37      | 874    |       | 2393      |
| 2       | Rifat Artikov      | Uzbequistão    | 15.02 | x     | 15.54 | 15.54      | 823    |       | 2295      |
| 3       | Bharat Inder Singh | Índia          | 14.31 | x     | 14.65 | 14.65      | 768    |       | 2446      |
| 4       | Abdoljalil Tomaj   | Irão           | 12.35 | 12.32 | 12.85 | 12.85      | 658    |       | 2290      |
| 5       | Mohammed Al-Quraya | Arábia Saudita | 12.17 | 12.39 | 12.77 | 12.77      | 653    |       | 2440      |
| 6       | Hiromasa Tanaka    | Japão          | 11.55 | 11.85 | 12.50 | 12.50      | 637    |       | 2162      |
| 7       | Vũ Văn Huyện       | Vietname       | 11.34 | 11.96 | x     | 11.96      | 604    |       | 2315      |
| 8       | Akihiko Nakamura   | Japão          | 11.30 | x     | 11.40 | 11.40      | 570    |       | 2320      |

### Salto em altura
A prova foi realizada dia 7 de julho  às 16:00. 
| Posição | Atleta             | Nacionalidade  | 1.72 | 1.75 | 1.78 | 1.81 | 1.84 | 1.87 | 1.90 | 1.93 | 1.96 | 1.99 | 2.02 | 2.05 | Resultados | Pontos | Notas | Pts total |
| ------- | ------------------ | -------------- | ---- | ---- | ---- | ---- | ---- | ---- | ---- | ---- | ---- | ---- | ---- | ---- | ---------- | ------ | ----- | --------- |
| 1       | Akihiko Nakamura   | Japão          | –    | –    | –    | –    | –    | o    | –    | xo   | o    | xo   | xo   | xxx  | 2.02       | 822    |       | 3142      |
| 2       | Abdoljalil Tomaj   | Irão           | –    | –    | –    | –    | –    | –    | o    | –    | o    | xxx  |      |      | 1.96       | 767    |       | 3057      |
| 3       | Bharat Inder Singh | Índia          | –    | –    | –    | o    | o    | xo   | o    | o    | xxx  |      |      |      | 1.93       | 740    |       | 3186      |
| 4       | Rifat Artikov      | Uzbequistão    | –    | –    | –    | –    | o    | –    | o    | xxx  |      |      |      |      | 1.90       | 714    |       | 3009      |
| 5       | Vũ Văn Huyện       | Vietname       | –    | –    | –    | o    | –    | –    | xo   | –    | xxx  |      |      |      | 1.90       | 714    |       | 3029      |
| 6       | Mohammed Al-Quraya | Arábia Saudita | –    | –    | –    | –    | –    | xo   | xxx  |      |      |      |      |      | 1.87       | 687    |       | 3127      |
| 7       | Hadi Sepehrzad     | Irão           | –    | o    | –    | o    | o    | xxx  |      |      |      |      |      |      | 1.84       | 661    |       | 3054      |
| 8       | Hiromasa Tanaka    | Japão          | o    | o    | o    | o    | xxx  |      |      |      |      |      |      |      | 1.81       | 636    |       | 2798      |

### 400 metros
A prova foi realizada dia 7 de julho  às 18:00. 
| Posição | Raia | Atleta             | Nacionalidade  | Tempo | Pontos | Notas | Pts total |
| ------- | ---- | ------------------ | -------------- | ----- | ------ | ----- | --------- |
| 1       | 4    | Akihiko Nakamura   | Japão          | 48.15 | 902    |       | 4044      |
| 2       | 2    | Bharat Inder Singh | Índia          | 50.86 | 775    |       | 3961      |
| 3       | 6    | Hadi Sepehrzad     | Irão           | 51.42 | 750    |       | 3804      |
| 4       | 5    | Rifat Artikov      | Uzbequistão    | 51.69 | 738    |       | 3747      |
| 5       | 9    | Abdoljalil Tomaj   | Irão           | 52.27 | 713    |       | 3770      |
| 6       | 3    | Hiromasa Tanaka    | Japão          | 52.40 | 707    |       | 3505      |
| 7       | 8    | Mohammed Al-Quraya | Arábia Saudita | DNF   | 0      |       | 3127      |
| 8       | 7    | Vũ Văn Huyện       | Vietname       | DNS   | 0      |       | 3029      |

### 110 metros com barreiras
A prova foi realizada dia 8 de julho  às 10:00. 
| Posição | Raia | Atleta             | Nacionalidade  | Tempo | Pontos | Notas | Pts total |
| ------- | ---- | ------------------ | -------------- | ----- | ------ | ----- | --------- |
| 1       | 3    | Akihiko Nakamura   | Japão          | 14.50 | 911    |       | 4955      |
| 2       | 8    | Hadi Sepehrzad     | Irão           | 14.78 | 876    |       | 4680      |
| 3       | 5    | Bharat Inder Singh | Índia          | 15.03 | 846    |       | 4807      |
| 4       | 2    | Abdoljalil Tomaj   | Irão           | 15.63 | 775    |       | 4545      |
| 5       | 6    | Hiromasa Tanaka    | Japão          | 15.80 | 755    |       | 4260      |
| 6       | 4    | Rifat Artikov      | Uzbequistão    | DNS   | 0      |       | 3747      |
| 7       | 9    | Mohammed Al-Quraya | Arábia Saudita | DNS   | 0      |       | 3127      |

### Lançamento do disco
A prova foi realizada dia 8 de julho  às 11:00. 
| Posição | Atleta             | Nacionalidade | #1    | #2    | #3    | Resultados | Pontos | Notas | Pts total |
| ------- | ------------------ | ------------- | ----- | ----- | ----- | ---------- | ------ | ----- | --------- |
| 1       | Hadi Sepehrzad     | Irão          | 42.63 | 53.18 | 48.89 | 53.18      | 937    |       | 5617      |
| 2       | Bharat Inder Singh | Índia         | x     | 43.53 | 43.80 | 43.80      | 742    |       | 5549      |
| 3       | Hiromasa Tanaka    | Japão         | 42.93 | x     | x     | 42.93      | 724    |       | 4984      |
| 4       | Abdoljalil Tomaj   | Irão          | 37.67 | 39.45 | x     | 39.45      | 653    |       | 5198      |
| 5       | Akihiko Nakamura   | Japão         | 27.78 | 28.48 | x     | 28.48      | 435    |       | 5390      |

### Salto com vara
A prova foi realizada dia 8 de julho  às 15:00. 
| Posição | Atleta             | Nacionalidade | 3.50 | 3.60 | 3.70 | 3.80 | 3.90 | 4.00 | 4.10 | 4.20 | 4.30 | 4.40 | 4.50 | 4.60 | 4.70 | Resultados | Pontos | Notas | Pts total |
| ------- | ------------------ | ------------- | ---- | ---- | ---- | ---- | ---- | ---- | ---- | ---- | ---- | ---- | ---- | ---- | ---- | ---------- | ------ | ----- | --------- |
| 1       | Hiromasa Tanaka    | Japão         | –    | –    | –    | –    | –    | –    | –    | –    | –    | xo   | –    | o    | xxx  | 4.60       | 790    |       | 5774      |
| 2       | Akihiko Nakamura   | Japão         | –    | –    | –    | –    | –    | –    | –    | xo   | o    | xo   | o    | xxx  |      | 4.50       | 760    |       | 6150      |
| 3       | Hadi Sepehrzad     | Irão          | –    | –    | –    | xo   | –    | o    | –    | xo   | o    | xxx  |      |      |      | 4.30       | 702    |       | 6319      |
| 4       | Bharat Inder Singh | Índia         | –    | –    | –    | xo   | –    | o    | –    | xo   | o    | xxx  |      |      |      | 4.10       | 645    |       | 6194      |
| 5       | Abdoljalil Tomaj   | Irão          | xxo  | –    | –    | xo   | –    | xxx  |      |      |      |      |      |      |      | 3.80       | 562    |       | 5760      |

### Lançamento de dardo
A prova foi realizada dia 8 de julho  às 18:00. 
| Posição | Atleta             | Nacionalidade | #1    | #2    | #3    | Resultados | Pontos | Notas | Pts total |
| ------- | ------------------ | ------------- | ----- | ----- | ----- | ---------- | ------ | ----- | --------- |
| 1       | Bharat Inder Singh | Índia         | 54.27 | 59.46 | x     | 59.46      | 730    |       | 6924      |
| 2       | Hiromasa Tanaka    | Japão         | x     | 50.34 | 58.34 | 58.34      | 713    |       | 6487      |
| 3       | Hadi Sepehrzad     | Irão          | 50.29 | 51.99 | x     | 51.99      | 618    |       | 6937      |
| 4       | Abdoljalil Tomaj   | Irão          | x     | 45.53 | x     | 45.53      | 523    |       | 6283      |
| 5       | Akihiko Nakamura   | Japão         | 43.80 | 44.55 | 42.65 | 44.55      | 508    |       | 6658      |

### 1500 metros
A prova foi realizada dia 8 de julho  às 19:10. 
| Posição | Atleta             | Nacionalidade | Tempo   | Pontos | Notas |
| ------- | ------------------ | ------------- | ------- | ------ | ----- |
| 1       | Akihiko Nakamura   | Japão         | 4:18.84 | 820    |       |
| 2       | Hadi Sepehrzad     | Irão          | 4:58.34 | 569    |       |
| 3       | Bharat Inder Singh | Índia         | 5:23.04 | 434    |       |
| 4       | Hiromasa Tanaka    | Japão         | 5:47.81 | 316    |       |
| 5       | Abdoljalil Tomaj   | Irão          | DNF     | 0      |       |

## Classificação final
| Pos.              | Atleta             | Nacionalidade  | 100 m | SD   | AP    | SA   | 400 m | 110 m C/B | AD    | SV   | LD    | 1500 m  | PG   | Notas |
| ----------------- | ------------------ | -------------- | ----- | ---- | ----- | ---- | ----- | --------- | ----- | ---- | ----- | ------- | ---- | ----- |
| Medalha de ouro   | Hadi Sepehrzad     | Irão           | 11.24 | 6.56 | 16.37 | 1.84 | 51.42 | 14.78     | 53.18 | 4.30 | 51.99 | 4:58.34 | 7506 |       |
| Medalha de prata  | Akihiko Nakamura   | Japão          | 10.95 | 7.27 | 11.40 | 2.02 | 48.15 | 14.50     | 28.48 | 4.50 | 44.55 | 4:18.84 | 7478 |       |
| Medalha de bronze | Bharat Inder Singh | Índia          | 10.93 | 6.95 | 14.65 | 1.93 | 50.86 | 15.03     | 43.80 | 4.10 | 59.46 | 5:23.04 | 7358 |       |
| 4                 | Hiromasa Tanaka    | Japão          | 11.31 | 6.65 | 12.50 | 1.81 | 52.40 | 15.80     | 42.93 | 4.60 | 58.34 | 5:47.81 | 6803 |       |
| 5                 | Abdoljalil Tomaj   | Irão           | 11.26 | 7.06 | 12.85 | 1.96 | 52.27 | 15.63     | 39.45 | 3.80 | 45.53 | DNF     | 6283 |       |
| 6                 | Rifat Artikov      | Uzbequistão    | 11.35 | 6.46 | 15.54 | 1.90 | 51.69 | DNS       | –     | –    | –     | –       | DNF  |       |
| 7                 | Mohammed Al-Quraya | Arábia Saudita | 10.68 | 7.17 | 12.77 | 1.87 | DNF   | DNS       | –     | –    | –     | –       | DNF  |       |
| 8                 | Vũ Văn Huyện       | Vietname       | 11.14 | 7.28 | 11.96 | 1.90 | DNS   | –         | –     | –    | –     | –       | DNF  |       |

Legenda
| Recorde mundial       | Recorde mundial (World record)               |                       | Recorde africano                      | Recorde africano (African) |                                           | Q | Classificado por posição (Qualified) |
| Recorde do campeonato | Recorde do campeonato (Championship record)  | Recorde da América    | Recorde da América (Americas)         | q                          | Classificado por melhor tempo (Qualified) |   |                                      |
| Melhor marca do ano   | Melhor marca do ano (World leading)          | Recorde asiático      | Recorde asiático (Asian)              | DNS                        | Não largou (Did not start)                |   |                                      |
| Recorde nacional      | Recorde nacional (National record)           | Recorde europeu       | Recorde europeu (European)            | DNF                        | Não terminou (Did not finish)             |   |                                      |
| Recorde pessoal       | Recorde pessoal do atleta (Personal best)    | Recorde da Oceania    | Recorde da Oceania (Oceania)          | DSQ / DQ                   | Desclassificado (Disqualified)            |   |                                      |
| Recorde da temporada  | Recorde da temporada do atleta (Season best) | Recorde sul-americano | Recorde sul-americano (South America) | NM                         | Sem marca (No mark)                       |   |                                      |